# Coppa dell'Imperatrice 2017 (pallavolo)
La Coppa dell'Imperatrice 2017 si è svolta dal 15 al 24 dicembre 2017: al torneo hanno partecipato ventiquattro squadre di club giapponesi e la vittoria finale è andata per la seconda volta alle Toyota Queenseis.

## Regolamento
La competizione prevede che vi prendano parte 24 squadre, che si affrontano in gara secca per tutto il corso del torneo, dal primo turno alla finale. I club provenienti dalla V.Premier League scendono in campo solo da secondo turno.

## Partecipanti
| - Ageo Medics - Aoyama Gakuin Daigaku - Asahikawa Daigaku - Denso Airybees - Ehime Club - Hisamitsu Springs - Hitachi Rivale - JA Gifu Rioreina | - JT Marvelous - Kurobe AquaFairies - Kagoshima Joshi - Kinrankai - Kyushu Bunka Gakuen - Seiwa Joshigakuin - NEC Red Rockets - Nihon Joshi Taiiku Daigaku | - Okayama Seagulls - PFU BlueCats - Tōhoku Fukushi Daigaku - Toray Arrows - Toyota Motor Walküre - Toyota Queenseis - Tsukuba Daigaku - Victorina Himeji |

## Torneo

### Primo turno
| 15 dicembre 2017 Tokyo Metropolitan Gymnasium, Tokyo Durata: ? - Spettatori: ? | Asahikawa Daigaku          | 0 - 3 | Seiwa Joshigakuin    | 15-25, 10-25, 18-25 |
| 15 dicembre 2017 Tokyo Metropolitan Gymnasium, Tokyo Durata: ? - Spettatori: ? | Kinrankai                  | 0 - 3 | Okayama Seagulls     | 14-25, 18-25, 22-25 |
| 15 dicembre 2017 Tokyo Metropolitan Gymnasium, Tokyo Durata: ? - Spettatori: ? | Kyushu Bunka Gakuen        | 0 - 3 | Kurobe AquaFairies   | 17-25, 15-25, 16-25 |
| 15 dicembre 2017 Tokyo Metropolitan Gymnasium, Tokyo Durata: ? - Spettatori: ? | Ehime Club                 | 0 - 3 | Tsukuba Daigaku      | 15-25, 20-25, 16-25 |
| 15 dicembre 2017 Tokyo Metropolitan Gymnasium, Tokyo Durata: ? - Spettatori: ? | Nihon Joshi Taiiku Daigaku | 3 - 0 | Toyota Motor Walküre | 25-20, 25-19, 25-23 |
| 15 dicembre 2017 Tokyo Metropolitan Gymnasium, Tokyo Durata: ? - Spettatori: ? | Kagoshima Joshi            | 3 - 0 | JA Gifu Rioreina     | 28-26, 26-24, 25-17 |
| 15 dicembre 2017 Tokyo Metropolitan Gymnasium, Tokyo Durata: ? - Spettatori: ? | Aoyama Gakuin Daigaku      | 0 - 3 | PFU BlueCats         | 22-25, 20-25, 23-25 |
| 15 dicembre 2017 Tokyo Metropolitan Gymnasium, Tokyo Durata: ? - Spettatori: ? | Tōhoku Fukushi Daigaku     | 0 - 3 | Victorina Himeji     | 21-25, 24-26, 23-25 |

### Secondo turno
| 16 dicembre 2017 Tokyo Metropolitan Gymnasium, Tokyo Durata: ? - Spettatori: ? | NEC Red Rockets   | 3 - 0 | Seiwa Joshigakuin          | 25-17, 25-12, 25-16               |
| 16 dicembre 2017 Tokyo Metropolitan Gymnasium, Tokyo Durata: ? - Spettatori: ? | Ageo Medics       | 1 - 3 | Okayama Seagulls           | 25-19, 23-25, 23-25, 19-25        |
| 16 dicembre 2017 Tokyo Metropolitan Gymnasium, Tokyo Durata: ? - Spettatori: ? | Toyota Queenseis  | 3 - 0 | Kurobe AquaFairies         | 25-21, 25-18, 25-16               |
| 16 dicembre 2017 Tokyo Metropolitan Gymnasium, Tokyo Durata: ? - Spettatori: ? | JT Marvelous      | 3 - 1 | Tsukuba Daigaku            | 25-16, 27-29, 25-14, 25-23        |
| 16 dicembre 2017 Tokyo Metropolitan Gymnasium, Tokyo Durata: ? - Spettatori: ? | Hitachi Rivale    | 3 - 0 | Nihon Joshi Taiiku Daigaku | 25-23, 25-20, 25-12               |
| 16 dicembre 2017 Tokyo Metropolitan Gymnasium, Tokyo Durata: ? - Spettatori: ? | Toray Arrows      | 3 - 0 | Kagoshima Joshi            | 25-23, 25-15, 25-18               |
| 16 dicembre 2017 Tokyo Metropolitan Gymnasium, Tokyo Durata: ? - Spettatori: ? | Denso Airybees    | 3 - 0 | PFU BlueCats               | 25-13, 22-25, 22-25, 25-23, 15-12 |
| 16 dicembre 2017 Tokyo Metropolitan Gymnasium, Tokyo Durata: ? - Spettatori: ? | Hisamitsu Springs | 3 - 0 | Victorina Himeji           | 25-14, 25-16, 25-22               |

### Quarti di finale
| 17 dicembre 2017 Tokyo Metropolitan Gymnasium, Tokyo Durata: ? - Spettatori: ? | NEC Red Rockets  | 3 - 2 | Okayama Seagulls  | 22-25, 17-25, 26-24, 25-16, 19-17 |
| 17 dicembre 2017 Tokyo Metropolitan Gymnasium, Tokyo Durata: ? - Spettatori: ? | Toyota Queenseis | 3 - 1 | JT Marvelous      | 25-20, 16-25, 26-24, 25-16        |
| 17 dicembre 2017 Tokyo Metropolitan Gymnasium, Tokyo Durata: ? - Spettatori: ? | Hitachi Rivale   | 1 - 3 | Toray Arrows      | 21-25, 18-25, 25-20, 13-25        |
| 17 dicembre 2017 Tokyo Metropolitan Gymnasium, Tokyo Durata: ? - Spettatori: ? | Denso Airybees   | 3 - 2 | Hisamitsu Springs | 25-23, 27-25, 22-25, 15-25, 15-13 |

### Semifinali
| 23 dicembre 2017 Ota City General Gymnasium, Tokyo Durata: 1h:57 - Spettatori: 2 800 | NEC Red Rockets | 1 - 3 | Toyota Queenseis | 19-25, 25-22, 18-25, 15-25 |
| 23 dicembre 2017 Ota City General Gymnasium, Tokyo Durata: 1h:20 - Spettatori: 1 850 | Toray Arrows    | 0 - 3 | Denso Airybees   | 21-25, 21-25, 17-25        |

### Finale
| 24 dicembre 2017 Ota City General Gymnasium, Tokyo Durata: 2h:34 - Spettatori: 1 700 | Toyota Queenseis | 3 - 2 | Denso Airybees | 25-27, 25-21, 25-23, 14-25, 16-14 |